# Ekstraliga czeska w rugby (2006/2007)
Ekstraliga czeska w rugby (2006/2007) (od nazwy głównego sponsora KB Extraliga) – piętnasta edycja najwyższej klasy rozgrywkowej w rugby union w Czechach. Zawody odbywały się w dniach 26 sierpnia 2006 – 23 czerwca 2007. Tytułu broniła drużyna RC Říčany.
Na przełomie maja i czerwca odbyły się dwumeczowe półfinały play-off i play-out – zgodnie z oczekiwaniami drużyny wyżej sklasyfikowane po rundzie zasadniczej przeszły do następnej rundy. 
Mistrzem kraju, wygrawszy oba finałowe pojedynki, została drużyna RC Tatra Smíchov, której udało się przełamać trzyletnią dominację zespołu z Říčan, a brązowy medal, różnicą punktów, zdobyli rugbyści Sparty Praga.
Piąte miejsce zdobyła RC Slavia Praga wyraźnie zwyciężając w rewanżu i odrabiając dwunastopunktową stratę. Odbyły się również dwumeczowe baraże, jednak w związku z reformą rozgrywek, do następnego sezonu ligowego odbyły się eliminacje w postaci Pucharu Czech.

## System rozgrywek
Rozgrywki ligowe prowadzone były w pierwszej fazie systemem kołowym według modelu dwurundowego w okresie jesień-wiosna. Druga faza rozgrywek obejmowała dwumecze systemem pucharowym: czołowe cztery drużyny rozegrały spotkania o mistrzostwo kraju (play-off), natomiast zespoły z dolnej połowy tabeli o utrzymanie w najwyższej klasie rozgrywkowej (play-out).
Zwycięzcy półfinałów play-off zmierzyli się w meczach o mistrzostwo kraju, przegrani zaś w meczu o brązowy medal.
Zwycięzcy półfinałów play-out zagrali ze sobą o piąte miejsce w rozgrywkach, natomiast przegrani z tych pojedynków w barażach o utrzymanie w Extralidze z dwiema najlepszymi drużynami I ligi tego sezonu.
Drugie spotkanie w ramach tych dwumeczów odbywało się na stadionie drużyny sklasyfikowanej wyżej po fazie grupowej.

## Drużyny
| Klub             | Miasto              |
| ---------------- | ------------------- |
| RC Dragon Brno   | Brno                |
| RC Havířov       | Hawierzów           |
| RK Petrovice     | Petrovice, Praga 10 |
| RC Říčany        | Říčany              |
| RC Slavia Praga  | Praga               |
| RC Sparta Praga  | Praga               |
| RC Tatra Smíchov | Smíchov, Praga 5    |
| JIMI RC Vyškov   | Vyškov              |

## Faza grupowa
| Nr            | Mecz                               | Wynik         |               | Nr                                 | Mecz           | Wynik |
| I. kolejka    | I. kolejka                         | I. kolejka    | II. kolejka   | II. kolejka                        | II. kolejka    |       |
| ------------- | ---------------------------------- | ------------- | ------------- | ---------------------------------- | -------------- | ----- |
| 1             | RC Říčany – RK Petrovice           | 38:03         | 5             | RK Petrovice – RC Havířov          | 14:32          |       |
| 2             | RC Tatra Smíchov– RC Slavia Praha  | 49:08         | 6             | RC Dragon Brno – RC JIMI Vyškov    | 19:28          |       |
| 3             | RC Dragon Brno – RC Sparta Praha   | 14:36         | 7             | RC Slavia Praha – RC Sparta Praha  | 00:15 walkower |       |
| 4             | RC JIMI Vyškov – RC Havířov        | 27:15         | 8             | RC Říčany – RC Tatra Smíchov       | 16:14          |       |
| III. kolejka  | III. kolejka                       | III. kolejka  | IV. kolejka   | IV. kolejka                        | IV. kolejka    |       |
| 9             | RC Tatra Smíchov – RK Petrovice    | 27:14         | 13            | RK Petrovice – RC Dragon Brno      | 21:22          |       |
| 10            | RC Sparta – RC Říčany              | 08:11         | 14            | RC Slavia Praha – RC Havířov       | 46:23          |       |
| 11            | RC JIMI Vyškov – RC Slavia Praha   | 32:15         | 15            | RC Říčany - RC JIMI Vyškov         | 41:14          |       |
| 12            | RC Dragon Brno – RC Havířov        | 16:09         | 16            | RC Tatra Smíchov– RC Sparta Praha  | 18:00          |       |
| V. kolejka    | V. kolejka                         | V. kolejka    | VI. kolejka   | VI. kolejka                        | VI. kolejka    |       |
| 17            | RC Sparta Praha – RK Petrovice     | 37:00         | 21            | RK Petrovice – RC Slavia Praha     | 20:20          |       |
| 18            | RC JIMI Vyškov – RC Tatra Smíchov  | 10:26         | 22            | RC Říčany – RC Dragon Brno         | 46:00          |       |
| 19            | RC Havířov – RC Říčany             | 24:37         | 23            | RC Tatra Smíchov – RC Havířov      | 15:00 walkower |       |
| 20            | RC Dragon Brno – RC Slavia Praha   | 39:32         | 24            | RC Sparta – RC JIMI Vyškov         | 30:03          |       |
| VII. kolejka  | VII. kolejka                       | VII. kolejka  | VIII. kolejka | VIII. kolejka                      | VIII. kolejka  |       |
| 25            | RC JIMI Vyškov – RK Petrovice      | 40:05         | 29            | RK Petrovice – RC Říčany           | 05:33          |       |
| 26            | RC Havířov – RC Sparta Praha       | 13:36         | 30            | RC Slavia Praha – RC Tatra Smíchov | 06:17          |       |
| 27            | RC Dragon Brno – RC Tatra Smíchov  | 34:44         | 31            | RC Sparta Praha – RC Dragon Brno   | 36:19          |       |
| 28            | RC Slavia Praha – RC Říčany        | 18:20         | 32            | RC Havířov – RC JIMI Vyškov        | 18:32          |       |
| IX. kolejka   | IX. kolejka                        | IX. kolejka   | X. kolejka    | X. kolejka                         | X. kolejka     |       |
| 33            | RC Havířov – RK Petrovice          | 17:29         | 37            | RK Petrovice – RC Tatra Smíchov    | 26:32          |       |
| 34            | RC JIMI Vyškov – RC Dragon Brno    | 32:10         | 38            | RC Říčany – RC Sparta Praha        | 46:27          |       |
| 35            | RC Sparta Praha – RC Slavia Praha  | 16:19         | 39            | RC Slavia Praha – RC JIMI Vyškov   | 22:17          |       |
| 36            | RC Tatra Smíchov – RC Říčany       | 10:22         | 40            | RC Havířov – RC Dragon Brno        | 10:29          |       |
| XI. kolejka   | XI. kolejka                        | XI. kolejka   | XII. kolejka  | XII. kolejka                       | XII. kolejka   |       |
| 41            | RC Dragon Brno – RK Petrovice      | 44:18         | 45            | RK Petrovice - RC Sparta Praha     | 10:49          |       |
| 42            | RC Havířov – RC Slavia Praha       | 22:34         | 46            | RC Tatra Smíchov – RC JIMI Vyškov  | 55:07          |       |
| 43            | RC JIMI Vyškov – RC Říčany         | 27:26         | 47            | RC Říčany – RC Havířov             | 24:08          |       |
| 44            | RC Sparta Praha – RC Tatra Smíchov | 21:23         | 48            | RC Slavia Praha – RC Dragon Brno   | 35:27          |       |
| XIII. kolejka | XIII. kolejka                      | XIII. kolejka | XIV. kolejka  | XIV. kolejka                       | XIV. kolejka   |       |
| 49            | RC Slavia Praha – RK Petrovice     | 29:00         | 53            | RK Petrovice – RC JIMI Vyškov      | 03:08          |       |
| 50            | RC Dragon Brno – RC Říčany         | 50:21         | 54            | RC Sparta Praha – RC Havířov       | 21:18          |       |
| 51            | RC Havířov – RC Tatra Smíchov      | 05:08         | 55            | RC Tatra Smíchov – RC Dragon Brno  | 41:03          |       |
| 52            | RC JIMI Vyškov – RC Sparta Praha   | 23:15         | 56            | RC Říčany – RC Slavia Praha        | 39:24          |       |

## Play-off
|  | Półfinały | Półfinały        | Półfinały |  |  | Finał             | Finał             | Finał             |
|  |           |                  |           |  |  |                   |                   |                   |
|  | 1         | RC Tatra Smíchov | 19 13     |  |  |                   |                   |                   |
|  | 4         | RC Sparta Praga  | 12 03     |  |  |                   |                   |                   |
|  |           |                  |           |  |  |                   | RC Tatra Smíchov  | 19 13             |
|  |           |                  |           |  |  |                   | RC Říčany         | 03 12             |
|  | 2         | RC Říčany        | 29 28     |  |  |                   |                   |                   |
|  | 3         | JIMI RC Vyškov   | 13 15     |  |  | Mecz o 3. miejsce | Mecz o 3. miejsce | Mecz o 3. miejsce |
|  |           |                  |           |  |  |                   |                   |                   |
|  |           |                  |           |  |  |                   | RC Sparta Praga   | 45 17             |
|  |           |                  |           |  |  |                   | JIMI RC Vyškov    | 06 36             |

## Play-out
|  |          |                 |                |                |       |                   |                   |                   |
|  | Play-out | Play-out        | Play-out       |                |       | Mecz o 5. miejsce | Mecz o 5. miejsce | Mecz o 5. miejsce |
|  | Play-out | Play-out        | Play-out       |                |       | Mecz o 5. miejsce | Mecz o 5. miejsce | Mecz o 5. miejsce |
|  |          |                 |                |                |       |                   |                   |                   |
|  |          |                 |                |                |       |                   |                   |                   |
|  | 5        | RC Slavia Praga | 14 28          |                |       |                   |                   |                   |
|  | 5        | RC Slavia Praga | 14 28          |                |       |                   |                   |                   |
|  | 8        | RC Havířov      | 25 14          |                |       |                   |                   |                   |
|  | 8        | RC Havířov      | 25 14          |                |       | RC Slavia Praga   | RC Slavia Praga   | 17 69             |
|  |          |                 |                |                |       | RC Slavia Praga   | RC Slavia Praga   | 17 69             |
|  |          |                 | RC Dragon Brno | RC Dragon Brno | 29 06 |                   |                   |                   |
|  | 6        | RC Dragon Brno  | RC Dragon Brno | RC Dragon Brno | 29 06 | 28 55             |                   |                   |
|  | 6        | RC Dragon Brno  |                |                |       |                   |                   |                   |
|  | 7        | RK Petrovice    | 22 07          |                |       |                   |                   |                   |
|  | 7        | RK Petrovice    | 22 07          |                |       |                   |                   |                   |
|  |          |                 |                |                |       |                   |                   |                   |

## Baraże
| 1 runda               | 1 runda               | 1 runda   | 1 runda    | 1 runda      | 1 runda               | 1 runda               | 1 runda      | 1 runda |
| --------------------- | --------------------- | --------- | ---------- | ------------ | --------------------- | --------------------- | ------------ | ------- |
| 16 czerwca 2007 13:00 | 16 czerwca 2007 13:00 | Praga     | Praga      |              | 16 czerwca 2007 15:00 | 16 czerwca 2007 15:00 | Zlín         | Zlín    |
| RC Praga              | 31                    | 3         | RC Havířov | RC Zlín      | 17                    | 44                    | RK Petrovice |         |
| 2 runda               |                       |           |            |              |                       |                       |              |         |
| 23 czerwca 2007 16:00 | 23 czerwca 2007 16:00 | Hawierzów | Hawierzów  |              | 23 czerwca 2007 14:00 | 23 czerwca 2007 14:00 | Praga        | Praga   |
| RC Havířov            | 19                    | 13        | RC Praga   | RK Petrovice | 51                    | 0                     | RC Zlín      |         |